# Kanton Brumath
Kanton Brumath (fr. Canton de Brumath) je francouzský kanton v departementu Bas-Rhin v regionu Grand Est. Tvoří ho 22 obcí. Před reformou kantonů 2014 ho tvořilo 21 obcí.

## Obce kantonu
od roku 2015:
- Bernolsheim
- Bietlenheim
- Bilwisheim
- Brumath
- Donnenheim
- Eckwersheim
- Gambsheim
- Geudertheim
- Gries
- Hœrdt
- Kilstett
- Krautwiller
- Kriegsheim
- Kurtzenhouse
- Mittelschaeffolsheim
- Mommenheim
- Olwisheim
- Rottelsheim
- Vendenheim
- La Wantzenau
- Weitbruch
- Weyersheim

před rokem 2015:
- Bernolsheim
- Bietlenheim
- Bilwisheim
- Brumath
- Donnenheim
- Eckwersheim
- Gambsheim
- Geudertheim
- Gries
- Hœrdt
- Kilstett
- Krautwiller
- Kriegsheim
- Kurtzenhouse
- Mittelschaeffolsheim
- Mommenheim
- Olwisheim
- Rottelsheim
- Vendenheim
- La Wantzenau
- Weyersheim